# Kim Bjarke
Kim Bjarke (født 27. september 1958) er en dansk teaterinstruktør opvokset i Nørresundby i Aalborg. Han har arbejdet ved bl.a. Aalborg Teater 1985-88 og Det Kongelige Teater 1989-91.

## Eksterne kilder og henvisninger
- Portræt